# ادویکا پان درن
ادویکا پان درن (به انگلیسی: Adwick upon Dearne) یک روستا و محله مدنی در بریتانیا است که در کلان‌شهر مستقل دانکستر واقع شده‌است. ادویکا پان درن ۳۳۳ نفر جمعیت دارد.